# Balassagyarmat
Balassagyarmat  este un oraș în districtul Balassagyarmat, județul Nógrád, Ungaria, având o populație de 15.845 de locuitori (2011). 

## Demografie
Componența etnică a orașului Balassagyarmat
     Maghiari (95,18%)
     Romi (2,94%)
     Necunoscut (0,64%)
     Alții (1,25%)
Componența confesională a orașului Balassagyarmat
     Romano-catolici (53,38%)
     Fără religie (7,61%)
     Luterani (6,78%)
     Reformați (2,03%)
     Atei (1,67%)
     Necunoscută (28,43%)
     Greco-catolici (0,11%)
     Alte religii (1,66%)
Conform recensământului din 2011, orașul Balassagyarmat avea 15.845 de locuitori. Din punct de vedere etnic, majoritatea locuitorilor (95,18%) erau maghiari, cu o minoritate de romi (2,94%). Apartenența etnică nu este cunoscută în cazul a 0,64% din locuitori.  Din punct de vedere confesional, majoritatea locuitorilor (53,38%) erau romano-catolici, existând și minorități de persoane fără religie (7,61%), luterani (6,78%), reformați (2,03%) și atei (1,67%). Pentru 28,43% din locuitori nu este cunoscută apartenența confesională.

## Personalități născute aici
- Josef Dobrovský (1753 - 1829), filolog, istoric boem
- György Udvardy (n. 1960), arhiepiscop romano-catolic maghiar;
- Ferenc Palánki (n. 1964), episcop romano-catolic maghiar.